# Hoàn Tuyên
Hoàn Tuyên (chữ Hán: 桓宣, ? - 31 tháng 8, 344), người huyện Chí, Tiếu Quốc , tướng lĩnh nhà Đông Tấn.

## Chiêu hàng ổ chủ
Ông là Hủ, làm Nghĩa Dương thái thú. Cha là Bật, làm Quan quân trưởng sử. Tuyên tính rộng rãi, trong sạch, ban đầu làm Thừa tướng xá nhân, tức thuộc quan của Thừa tướng, chính là Tư Mã Duệ (sau này là Tấn Nguyên đế).
Sau đó Dự Châu có ổ chủ Trương Bình và Phàn Nhã chia nhau tự xưng Dự Châu thứ sử và Tiếu Quận thái thú, đều chiếm cứ 1 thành, tụ tập mấy ngàn người. Tư Mã Duệ cho rằng Tuyên thành thật trung hậu, là đồng hương của 2 người ấy, vì thế chuyển ông làm Tham quân, sai đi phủ dụ bọn họ. Cuối cùng 2 người đều phái người theo Tuyên về Kiến Khang dâng biểu hàng phục. Sau đó Nam trung lang tướng Vương Hàm xin lấy Tuyên làm Tham quân cho ông ta.
Năm Kiến Hưng đầu tiên (313) đời Tấn Mẫn đế, Dự Châu thứ sử Tổ Địch bắc phạt, đóng quân Lư Châu, rồi phái Tham quân Ân Nghệ thăm hỏi Trương Bình và Phàn Nhã. Nhưng Nghệ lại khinh miệt Bình mà bị giết, 2 người ấy cũng vì việc này mà dồn binh cố thủ, chống lại Tổ Địch. Tổ Địch tấn công suốt 1 năm, bình định được Trương Bình, nhưng Phàn Nhã vẫn cố thủ Tiếu Thành. Địch cầu cứu Vương Hàm, Hàm sai Hoàn Tuyên dưa 500 quân đến giúp. Vì ông từng chiêu hàng Nhã, nên Tổ Địch lại phái đi lần nữa. Hoàn Tuyên một ngựa vào thành, cuối cùng, Phàn Nhã và con trai cũng chịu đến gặp Địch, nhưng sau khi được quay về thành để phủ dụ bộ hạ, Phàn Nhã lại sợ tội, quay ra chống lại quân Tấn. Tổ Địch một mặt tiếp tục tấn công, một mặt phái Hoàn Tuyên tiếp tục chiêu hàng, rốt cục Phàn Nhã cũng chịu ra hàng. Sau đó quân Hậu Triệu đến vây Tiếu Thành, Vương Hàm sai Tuyên đi cứu, chưa đến thì kẻ địch đã lui. Tổ Địch nhân đó giữ Tuyên ở lại đánh dẹp những nơi chưa hàng phục, đều phá được. Được dời làm Tiếu Quốc nội sử.
Năm Vĩnh Xương đầu tiên (322), loạn Vương Đôn nổ ra, Hậu Triệu thừa cơ xâm chiếm Dự Châu, em trai Tổ Địch là Tổ Ước quyết định bỏ Tiếu Thành, lui về Thọ Xuân. Hoàn Tuyên phản đối nhưng không có kết quả.

## Trung thành với nhà Tấn
Năm Hàm Hòa thứ 2 (327), loạn Tô Tuấn nổ ra, Tổ Ước muốn hưởng ứng, Hoàn Tuyên can ngăn, Ước không nghe. Ông lại phái con trai Hoàn Nhung đến, Ước biết là ông muốn can, nên không gặp. Tuyên bèn ra mặt chống lại Ước, người Thiệu Lăng là Trần Quang đưa mấy trăm hộ đến hàng, ông phủ dụ bọn họ. Sau đó, Tuyên đưa mấy ngàn hộ đến đóng trại ở núi Mã Đầu.
Năm sau, Tổ Ước phái Tổ Hoán tấn công Tầm Dương, Đào Khản sai Mao Bảo cứu Tầm Dương. Giữa đường, Tổ Hoán tấn công núi Mã Đầu, Tuyên sai Nhung cầu cứu Mao Bảo, Bảo phá được Hoán, Tuyên nhân đó đầu quân cho Ôn Kiệu, Kiệu lấy Nhung làm Tham quân. Sau loạn, Tuyên dời đến Vũ Xương, Nhung phục vụ Lưu Dận. Dận bị Quách Mặc giết hại, Nhung lại phục vụ Mặc.
Năm thứ 5 (330), Đào Khản thảo phạt Quách Mặc, Mặc sai Nhung về cầu cứu Tuyên, ông giả vờ nhận lời. Tây Dương thái thú Đặng Nhạc, Vũ Xương thái thú Lưu Hủ đều ngờ Tuyên đồng mưu với Mặc, nên Dự Châu tây tào Vương Tùy khuyên Tuyên tỏ lòng thành, ông bèn sai Nhung đi đón Đào Khản. Nhung được gọi làm Duyện, Tuyên được thăng làm Vũ Xương thái thú.

## Sửa sang Kinh Châu
Cùng năm, tướng Hậu Triệu là Quách Kính chiếm được Tương Dương, Hoàn Tuyên được dời làm Giám Miện Trung quân sự, Nam trung lang tướng, Giang Hạ tướng. Năm thứ 7 (332), Quách Kính cướp bóc khu vực Giang Tây, Đào Khản sai con trai là Bân cùng Hoàn Tuyên nhân lúc Kính rời đi mà đánh lấy Phàn Thành, sau đó tại sông Niết đánh bại cứu binh của Quách Kính. Đồng thời, Cánh Lăng thái thú Lý Dương phá được Tân Dã, Quách Kính bỏ chạy, nhà Tấn giành lại Tương Dương.
Sau trận ấy, Đào Khản mệnh cho Hoàn Tuyên trấn thủ Tương Dương. Ông vỗ về những người đến xin quy phụ, cổ vũ và chỉ đạo việc cày cấy trồng trọt, lại giản hóa hình phạt và bỏ bớt lễ nghi, còn dùng xe ngựa chở giúp các thứ nông cụ, tham gia vào việc thu hoạch mùa màng. Trong hơn 10 năm, Tuyên rất được lòng dân, quân Hậu Triệu nhiều lần xâm phạm, đều lấy ít thắng nhiều, mọi người đánh giá ông chỉ xếp sau Tổ Địch, Chu Phóng.

## Ngậm hờn mà chết
Đào Khản đang muốn sai Tuyên mưu đồ Trung Nguyên thì mất. Sau đó Dữu Lượng nắm quyền Kinh Châu, toan tính bắc phạt, lấy Tuyên làm Đô đốc Miện Bắc tiền phong chinh thảo quân sự, Bình bắc tướng quân, Ti Châu thứ sử, giả tiết, trấn Tương Dương. 7000 kỵ binh Hậu Triệu vượt sông Miện tấn công, Lượng sai Tư mã Vương Khiên Kỳ, Phụ quốc tướng quân Mao Bảo cứu Tuyên. Quân Triệu đào địa đạo 3 mặt đánh thành, ông mộ dũng sĩ, bất ngờ xông ra, giết được mấy trăm tên địch, bắt được nhiều ngựa, giáp, quân Triệu giải vây lui chạy. Sau đó, Tuyên sai bộ kỵ thu lấy hơn 8000 người xin quy phụ từ các quận Nam Dương.
Dữu Dực thay Lượng, lại muốn bắc phạt, lấy Tuyên làm Đô đốc quân sự của 3 châu Ti, Lương, Ung, 4 quận Nam Dương, Tương Dương, Tân Dã, Nam Hương thuộc Kinh Châu, Lương Châu thứ sử, Trì tiết, tướng quân như cũ. Xét công trước sau, phong Cánh Lăng huyện nam.
Ông đã ở Tương Dương nhiều năm, đối với việc chiêu phủ kiều dân, rất có tiếng tăm. Dữu Dực đến Tương Dương, mệnh cho Tuyên tiến đánh tướng Triệu là Lý Bi, quân đến Đan Thủy thì thất bại. Dực giận, biếm ông làm Kiến uy tướng quân, sai đi đóng đồn thú ở núi Hiện.
Hoàn Tuyên ở nơi đồn thú an táng người chết, chăm sóc người sống, nuôi chí bắc phạt, nhưng Dữu Dực lại lấy ông thay Nam Man hiệu úy Vương Khiên Kỳ xưng bệnh, làm Trấn nam tướng quân, Nam Quận thái thú, trấn thủ Giang Lăng.
Tuyên cảm thấy bất đắc chí, chưa nhận chức đã buồn giận mà mất, được tặng Trấn nam tướng quân. Con trai là Nhung làm đến Tân Dã thái thú.